# Dawid Dryja
Dawid Dryja est un joueur polonais de volley-ball né le 21 juillet 1992 à Jasło (VBC). Il joue central.

## Palmarès

### Clubs
Ligue des Champions:
- 2015

Championnat de Pologne:
- 2015, 2023
- 2016, 2022

Supercoupe de Pologne:
- 2021

### Équipe nationale
Festival Olympique de la Jeunesse Européenne:
- 2009

Ligue Européenne:
- 2015